# Spartiniphaga insipida
Spartiniphaga insipida là một loài bướm đêm trong họ Noctuidae.